# 北投區慈生宮
25°07′10″N 121°30′25″E / 25.119559°N 121.507021°E

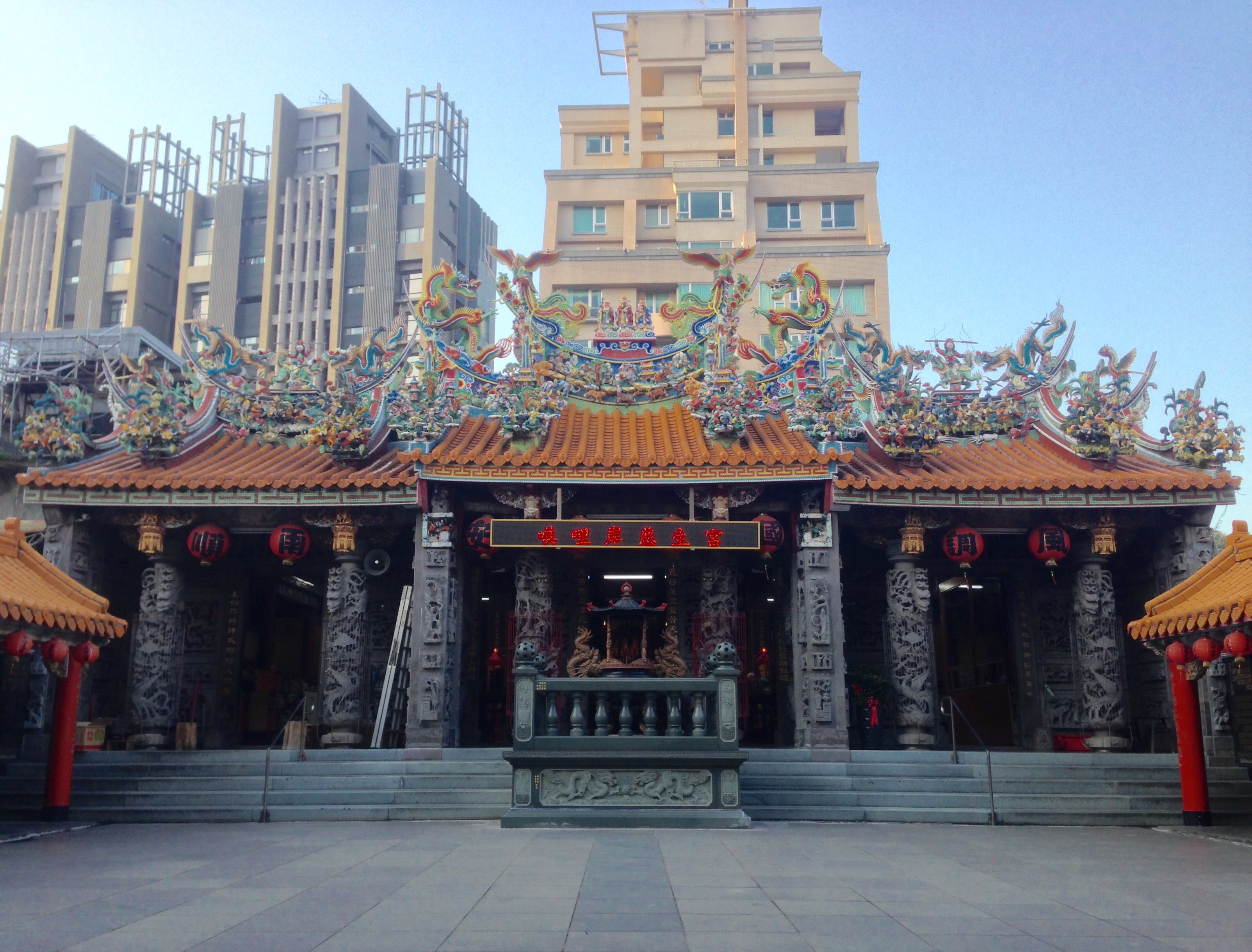
慈生宮

北投慈生宮全名為財團法人台北市北投慈生宮，位於台灣台北市北投區立農街一段321號，近捷運唭哩岸站，為主祀五谷先帝之民間信仰廟宇。

## 歷史
慈生宮最早建於明鄭永曆二十三年（1669年）。
由福建泉州、漳州兩縣籍居民合力創建，年代之久與關渡宮並稱，故址在現址東方約250公尺處，歷經清康熙、乾隆至光緒7年，年久失修殘破不堪始遷建於現址，民國58年由地方仕紳發貣募捐整建，復其舊觀蔚為名勝。又經民國72年再增建觀音、聖母兩殿暨民國94年的整修，始有現今莊嚴輝煌的藝術殿堂。
本宮奉祀五穀先帝為主神，副祀玉皇大帝、文昌帝君、關聖帝君、開漳聖王、太上道祖、呂仙祖、土地公、土地婆、中壇元帥、太陽星君、虎爺公、虎爺婆，託先帝公和諸菩薩神明的庇祐，住民得以安居樂業，瓜瓞綿綿。

## 恭迎關渡宮二媽回娘家
關渡宮正二媽傳說則是因船遇海難，神像漂流至唭哩岸，當地農夫發現後，將神像供奉於慈生宮內，之後因為清光緒7年地震造成慈生宮的傾倒廟宇整修，遂將神像寄祀於關渡宮，直到落成後信徒欲將神像請回，但媽祖卻指示要留在關渡宮「顧海口」，庇護海上航行船隻及漁民作業安全，二媽自此便留在關渡宮成為正二媽。故每年正月十六日，慈生宮會以盛大的獅陣、鑼鼓，前往關渡宮迎接二媽鑾駕回慈生宮娘家，俗稱「二媽回娘家」。然學界則認為此習俗與日據時代平息瘟疫信仰有關，祈求二媽能為人們驅除疾病或蟲害等。

## 虎爺夫妻暨虎爺請戲班
慈生宮所奉祀的虎爺是少見的虎爺夫妻。農曆四月十六日訂為其聖誕日，皆有延聘道士舉行祝壽儀式。
唭哩岸地方則相傳一個關於虎爺的故事：以前庄民生活困苦，慈生宮並沒有在虎爺聖誕時籌辦任何慶祝活動，某次聖誕當天，竟有從外地來的戲班，詢問廟祝戲臺該搭建何處？但廟方並無請任何戲班，但戲班人說有一位白色長髯的老伯，請他們來此唱戲。廟祝仔細一查，赫然發現虎爺神桌上擺有一張請戲班的單子，眾人恍然大悟，推斷虎爺顯靈。所以之後每逢農曆虎爺聖誕時，便有唱戲慶生，此習俗一直流傳至今。

## 特色浮雕暨文物
石獅兩旁的圍牆上刻有四幅早年唭哩岸地區春耕、夏種、秋收、冬藏的浮雕，圖雕說明了昔日唭哩岸以農為業，大家在農忙之時的情景。廟內亦有二十四節氣之浮雕，亦說明慈生宮的主祀神明與農業之相關性。
慈生宮保存的文物有光緒 8 年慈生宮重興開支碑共計三面（運用了早期臺灣社會所用的計數符號：台灣碼指）：昭和2年古匾、昭和4年鎮殿暨劍印童神像寄附雜項捐題碑記、昭和6年鑄造的銅爐、石獅像、唭樂社木製鼓架暨大鑼、木製香亭、五谷先帝老神轎暨媽祖老神轎等多項珍貴文物。

## 參見

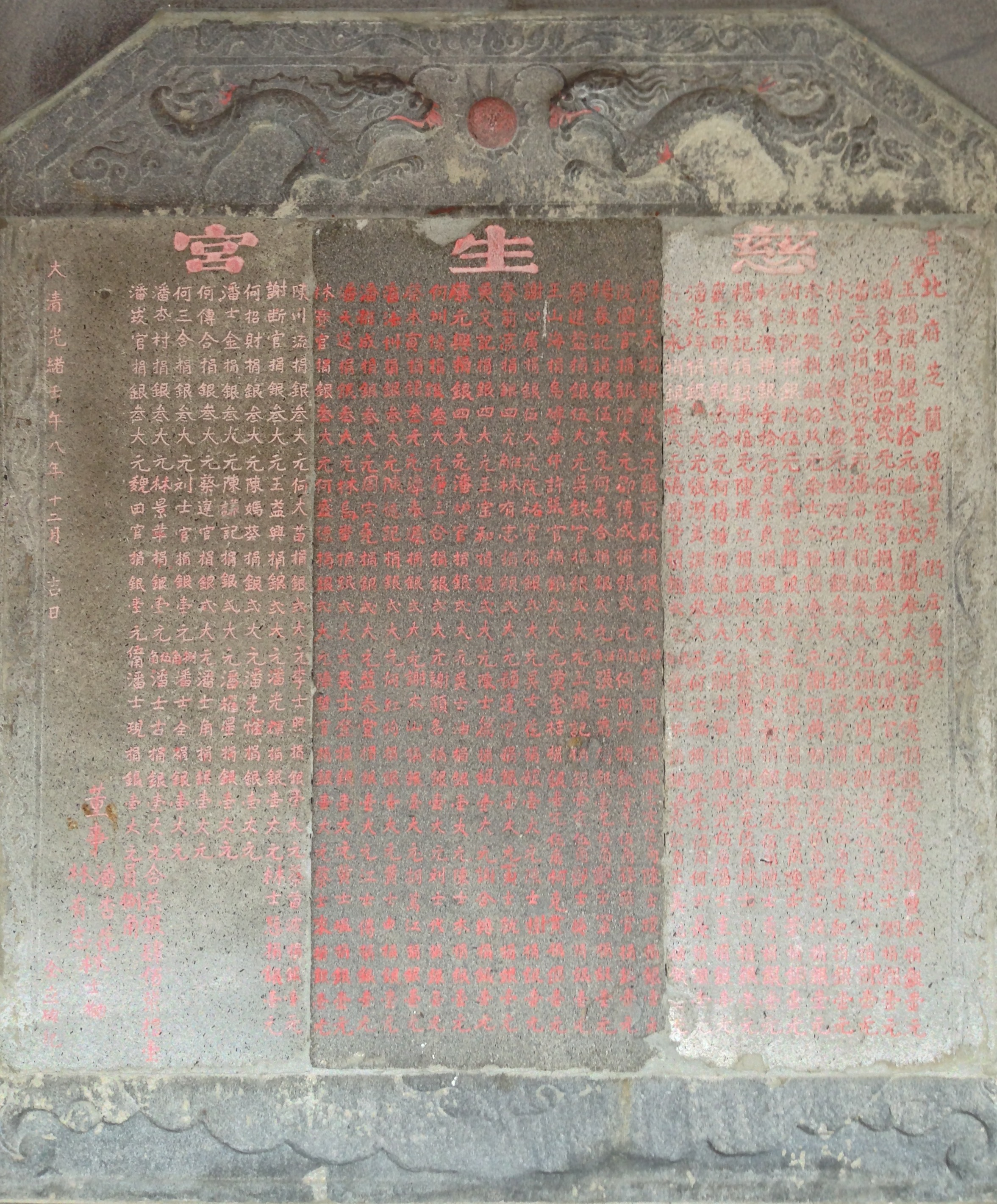
慈生宮石碑